# Pagoda Dhammayazika
Pagoda Damajazika (Dhammayazika) (burmansko ဓမ္မ ရာ ဇိ က ဘုရား, IPA: [dəma̰jàzḭka̰ pʰəjá]) je budistični tempelj v vasi Pvaso (Pwasaw) (vzhodno od Bagana) v Mjanmarju. V paliju pomeni "ki se nanaša na kraljevi zakon".  Zgrajena je bila leta 1196, ko je vladal kralj Narapatisitu, za relikvije, ki jih je kralj prinesel s Šrilanke.
Velika zlata pagoda je obdana z obzidanim območjem, ki je park z veliko pisanimi rožami in senčnimi drevesi. Z zgornje terase, odprte za javnost, je odličen razgled na stotine malih pagod, ki jo obkrožajo, in čez ravnico z orientacijskimi točkami, kot sta tempelj Dhammayangyi in Shwesandaw Paya.
Pagoda ima krožno obliko, ki je s terasami peterokotno dodelana, medtem ko imajo baganske pagode običajno kvadratno osnovo. Zgrajena je iz opeke. Na vsaki stranici pagode je majhen tempelj s kvadratno kletjo in podobo Bude. Peti tempelj je za Budo prihodnosti (pet imen Bude so: Kakusandha, Konagamana, Kasapa, Gautama in Maitreja). Vsi ti templji so zgrajeni na postavljeno ploščad tesno ob steni. Zunanja stena je predrta s petimi prehodi. Na notranjih stenah štrleče verande je nekaj napisov s črnilom. 
Terakotne glazirane ploščice na treh nižjih terasah, ki imajo peterokotno obliko, prikazujejo 550 zgodb džataka (folklorna in mitska literatura, povezana predvsem s teravadsko budistično tradicijo, oziroma zgodbe o Budovih preteklih življenjih) so v dobrem stanju.